# إبراهيم مضواح الألمعي
إبراهيم مضواح الألمعي كاتب وقاص وروائي سعودي. ولد في رجال ألمع من منطقة عسير جنوب السعودية عام 1969م، صدر له العديد من المؤلفات الأدبية في النقد الأدبي والسرد والمقالة، من أبرزها رواية «جبل حالية» التي حصل بها على جائزة المركز الثاني في مجال الرواية ضمن مسابقة جائزة الشارقة للإبداع العربي عام 2009م.

## التعليم
حصل على درجة البكالوريوس في الشريعة من جامعة الإمام محمد بن سعود عام 1993م.

## العمل
عمل في التدريس بمختلف مراحل التعليم العام منذ تخرجه، عمل مشرفاً للإعلام التربوي بتعليم رجال ألمع ، وحاز على وسام وزارة التربية والتعليم للمعلم المتميز.

## المؤلفات
1. من طيبات أبي الطيب (مختارات من روائع المتنبي) 1997م.
2. روائع الطنطاوي (روائع من أدبه وفوائد من كتبه) 2000م
3. الفوائد الطنطاوية (فوائد لغوية) 2000م.
4. قطف الأشواك – (مجموعة قصصية) 2001م
5. على رصيف لحياة – (مجموعة قصصية) 2003م.
6. الطنطاوي بعيونٍ مختلفة – (دراسة) 2004م
7. عندما كان الكبار تلامذة - 2005م
8. التابوت -(قصص قصيرة) 2008م
9. حديث الرخام – (قصص قصيرة) 2008م[4]
10. المجموعة الشعرية الكاملة، للشاعر عبد الله الزمزمي (جمع وتحقيق وتقديم)، نادي الباحة الأدبي. 2009م.
11. أشتات، مقالات في الأدب والفكر والحياة 2011م
12. واسأل القرية، مقالات عن الطفولة والأسرة والقرية 2011م.
13. جبل حالية – (رواية) دائرة الثقافة بالشارقة، 2009م، جائزة الشارقة للإبداع العربي، والطبعة الثانية عن دار جداول بيروت لبنان 2012م
14. عتق (رواية) دار جداول للنشر - بيروت 2012م.
15. الأعمال القصصية، دار الانتشار العربي، بيروت 2014م.
16. فتاة الفراشات (قصص قصيرة). المركز الثقافي العربي 2015.[5]
17. ابن حزم الأندلسي: العبقرية الأندلسية (384 هـ - 994م) - (456 هـ - 1064م). مؤسسة الانتشار العربي 2015م.
18. ذاكرة الطباشير. مؤسسة الانتشار العربي 2015.[6]
19. العائشتان. دار جداول 2015.[7]
20. شعراء سفراء. دار الصدى 2016.[8]
21. أوزار (قصص قصيرة) 2017.[9]
22. أعلامٌ من أَلْمَع في الثقافة والأدب، دار الانتشار العربي 2018.
23. الطنطاوي والكتب: نَقَدات ومراجعات، دار المنارة 2020.
24. نصف نافذة (قصص قصيرة جداً) 2020.
25. الزاهر الألمعي: زاهر عواض الألمعي لمحات من حياته وتعريف بمؤلفاته. 2021.[10]
26. شرفة زرقاء على الأدب والحياة. 2021.
27. جسور من الحب والتعب: ومقالات أخرى. صدر عن نادي الأحساء الأدبي 2023.[11]
28. فراغ مكتظ (رواية). صدت عن دار أدب للنشر 2023.

## عضويات ومشاركات
- عضو مجلس إدارة نادي أبها الأدبي.[12]
- عضو رابطة الأدب الإسلامي العالمية.
- عضو مؤسس لمنتدى السرد بعسير.
- له مشاركات في الدراسات الأدبية والقصة القصيرة، منشورة في عدد من الصحف والمجلات المحلية والعربية.
- مثَّل المملكة، في الأيام الثقافية في مملكة البحرين، عام 2007م.

## الجوائز
- فاز بجائزة المدينة الأدبية في فن المقالة عام 1999م.
- فاز بجائزة أبها الثقافية في القصة القصيرة عام 2003م.
- فاز بجائزة نادي جازان الأدبي في القصة القصيرة عام 2002م وعام 2004م.
- فاز بجائزة الشارقة للإبداع الروائي 2009م، عن روايته (جبل حالية).
- فاز بجائزة حائل للرواية عام 2013م، عن روايته (عتق).[13]